# Catedral de San Benito (Evansville)
La Catedral de San Benito (en inglés: St. Benedict Cathedral ) es una catedral católica en Evansville, Indiana, Estados Unidos. Es la sede de la diócesis de Evansville. La catedral es una propiedad que contribuye al distrito histórico de Lincolnshire en el Registro Nacional de Lugares Históricos.
La parroquia San Benito se estableció en 1912 y el cuidado pastoral de la parroquia fue dado a los monjes benedictinos de la Abadía de St. Meinrad.  El actual edificio de la iglesia fue terminado en 1928 en el estilo lombardo para Basílicas. Se dedicó el 18 de marzo de 1928, por el abad Athanasius Schmidt, OSB. La catedral cuenta con techos que son 65 pies (19,8 m) de altura, un baldaquino sobre el altar y una capacidad para más de 1.000 personas. 
La iglesia fue renovada después de las reformas litúrgicas del Concilio Vaticano II.

## Referencias

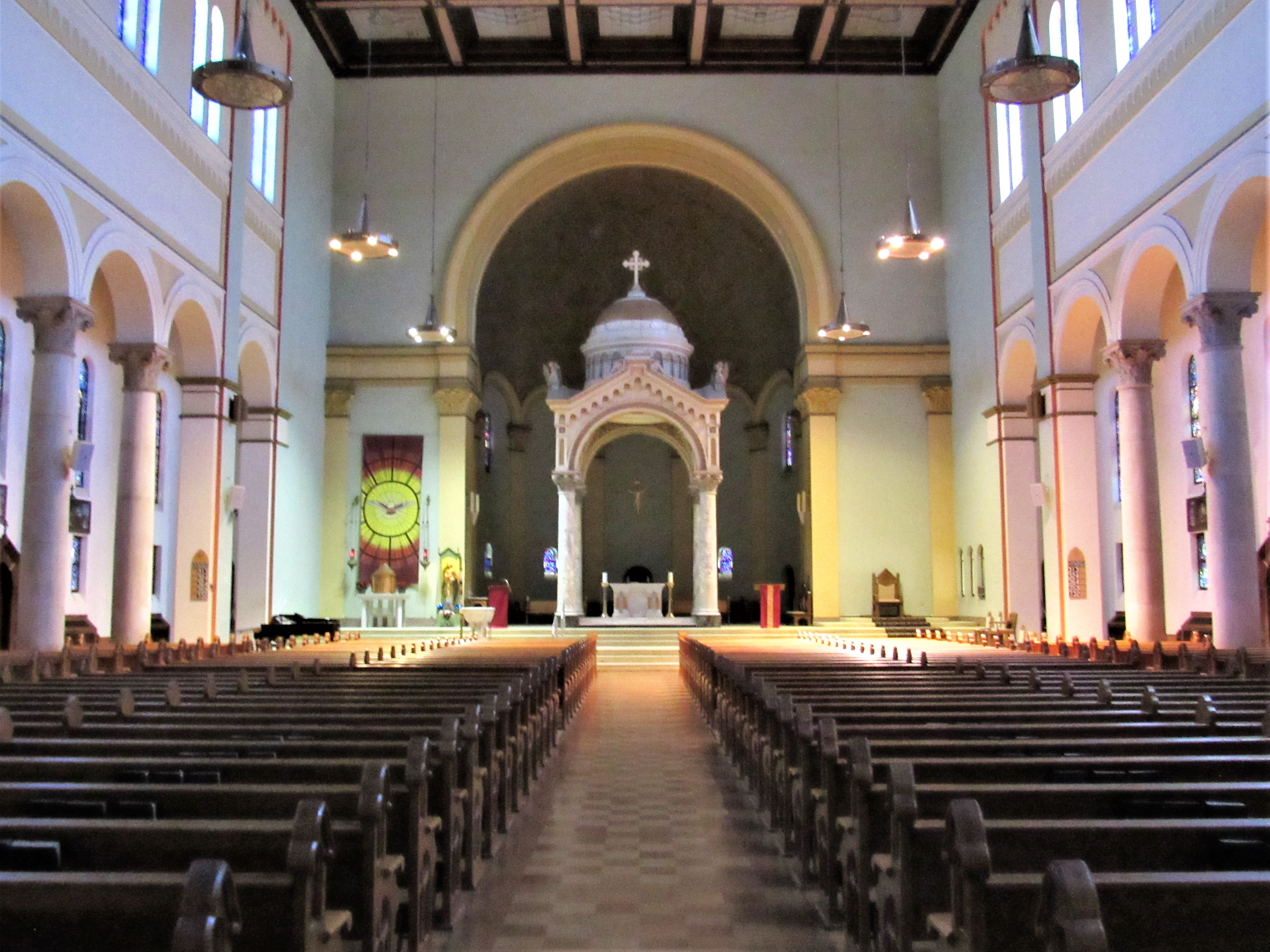
Interior de la catedral